# آورو آوکت
آورو آوکت (به انگلیسی: Avro Avocet) یک هواپیمای ساختِ کارخانهٔ آورو در کشور بریتانیا است. نخستین استفاده‌کنندهٔ این هواپیما نیروی هوایی سلطنتی بریتانیا بوده‌است. این هواپیما در ۱۹۲۷ میلادی نخستین پرواز خود را انجام داد.